# キットギツネ
キットギツネ（Vulpes macrotis）は、哺乳綱ネコ目（食肉目）イヌ科キツネ属に属する食肉類。

## 分布
アメリカ合衆国（アリゾナ州、オレゴン州、カリフォルニア州、コロラド州南西部、テキサス州、ニューメキシコ州、ネバダ州、ユタ州）、メキシコ（コアウイラ州、サカテカス州、サン・ルイス・ポトシ州、ソノラ州、チワワ州、ドゥランゴ州、ヌエボ・レオン州、バハ・カリフォルニア州、バハ・カリフォルニア・スル州）
模式標本の産地（模式産地）はサンバーナーディーノ郡（カリフォルニア州）。

## 形態
体長35 - 50センチメートル。尾長22.5 - 30センチメートル。体重1.6 - 2.7キログラム。毛衣は灰褐色や灰黄褐色、喉や腹部の毛衣は淡黄色。尾は灰色で、先端は黒い。尾基部の腹面は淡褐色。
鼻面の側面に黒や褐色の斑紋が入る。耳介は大型で、頭頂寄りに位置する。耳介背面の毛衣は褐色や灰色で、内側の毛衣が淡黄色。四肢は細長い。足裏も体毛で被われる。

## 生態
標高400 - 1,900メートルにある砂漠、藪地、草原などに生息する。夜行性だが、薄明薄暮時に活動することもある。水はけのいい高台に深さ1.2 - 1.8メートル、深さ3 - メートルの入口が複数ある巣穴を掘って生活する。巣穴は自分で掘るだけでなく、プレーリードッグ属、アメリカアナグマなどの古巣も利用する。
食性は雑食で小型哺乳類（プレーリードッグ属、カンガルーネズミ属、ワタオウサギ属、オグロジャックウサギなど）、昆虫、果実（トマト、サボテン）などを食べる。捕食者は主にコヨーテだが、アカギツネ、アメリカアナグマ、イヌ、ボブキャット、イヌワシなども挙げられる。
繁殖形態は胎生。10 - 11月にペアを形成し、12 - 翌2月に交尾を行う。妊娠期間は49-55日。2 - 4月にメスは1 - 9頭（主に4頭）の幼獣を産む。授乳期間は8週間。生後3 -4か月で狩りを始めるようになり、生後5 - 6か月で独立する。カリフォルニア州で行われた幼獣144匹の調査では、生後1年以内の死亡率は74%に達する例もある。生後10か月で性成熟する。

## 人間との関係
農地開発や大規模な太陽光発電施設の建造、道路建設およびそれによる交通事故などによる生息数の減少が懸念されている。